# Emily Ratajkowski
Emily O'Hara Ratajkowski, född 7 juni 1991 i Westminster i London, är en brittisk-amerikansk fotomodell och skådespelare. Ratajkowski slog igenom i musikvideon till Robin Thickes hitlåt "Blurred Lines". Därefter syntes hon i andra musikvideor, magasinomslag och under 2013 utnämndes hon till "årets kvinna" av Esquire. 2014 gjorde hon sin filmdebut i Gone Girl.